# Omikron Persei
Omikron Persei (ο Per, ο Persei) je spektroskopická dvojhvězda v souhvězdí Persea. Je pojmenována Atik (také Ati, Al Atik), což znamená arabsky „rameno“. Jedna z jejích dvou složek patří do spektrální kategorie B1 a druhá do B3.

## Omikron Persei v kultuře aj.
- Hvězdný systém Omikron Persei je zmíněn ve vědeckofantastickém televizním seriálu Futurama, kde je domovem rasy Omikroňanů – velkých rohatých stvoření. V epizodě „Den závislosti“ jsou zmíněny planety Omikron Persei VI, Omikron Persei VII a Omikron Persei VIII.[1]
- USS Atik byla loď amerického námořnictva (US Navy).